# Polideribotide
Polideribotide o polidesossiribonicleotide o PDRN è un polimero ad attività  cicatrizzante utilizzato nel trattamento delle lesioni cutanee e del connettivo associate a patologie distrofiche e distrofico-ulcerative. In Italia è prodotto e venduto dalla società farmaceutica Mastelli con il nome commerciale di Placentex nella forma farmacologica di fiale ad uso parenterale, collirio, pomata.

## Farmacodinamica
Chimicamente la macromolecola è un polianione lineare. L'unità monomerica di base è costituita da desossiribonucleotidi, uniti fra loro mediante un legame fosfodiestere. Presenta una certa termoresistenza ed ha un peso molecolare medio di 350.000 dalton. Strutturalmente è perciò molto simile ad un frammento di DNA e studi chimo-fisici hanno effettivamente dimostrato che la frazione PDRN consiste principalmente in una miscela di frammenti di DNA.

Polideribotide risulta efficace nella riparazione e nel trofismo dei tessuti connettivi. La molecola si lega alle piastrine e alla fibronectina dando luogo ad un complesso che stimola la rigenerazione cellulare.
Studi in vivo hanno dimostrato che polideribotide è in grado di ridurre la reazione granulomatosa da corpo estraneo e quella di ipersensibilità immediata da immunocomplessi, inoltre stimola la crescita della pelle umana e la replicazione di fibroblasti diploidi in colture primarie. 
Quest'ultima azione sarebbe mediata, almeno in parte, dall'attivazione dei recettori per le purine del sottotipo A2.
l'azienda farmaceutica Mastelli è stata una delle prime aziende al mondo ad estrarre il PDRN dalle gonadi di trota e a brevettarne i suoi usi farmaceutici.
Il PDRN è infatti alla base del medicinale Placentex 

che deriva il suo nome proprio dall'organo umano da cui inizialmente  il PDRN veniva estratto.

## Farmacocinetica
Polideribotide, applicato localmente, non viene assorbito e quindi non entra nel circolo sistemico.

## Tossicologia
Studi di tossicità acuta eseguiti sul ratto e sul topo non hanno portato all'individuazione della DL50, risultata superiore alle dosi massime somministrabili.

## Usi clinici
Polideribotide trova indicazione in diverse patologie del tessuto connettivo, soprattutto di tipo distrofico o distrofico-ulcerativo, per la sua azione trofica, cicatrizzante, riparativa e rigenerativa dei tessuti.

La formulazione in collirio esercita un'azione trofica sulle lesioni e traumi a carico della congiuntiva e della cornea (ad esempio i microtraumi da lenti a contatto), verosimilmente grazie alla stimolazione alla crescita dei fibroblasti corneali.

Applicato localmente su vagina e cervice, manifesta un'azione trofica e rigenerativa dei tessuti. Il farmaco viene impiegato nel trattamento dei processi subacuti e cronici a carattere distrofico dell'apparato genitale femminile, in particolare quelli a carico di vagina e portio, come l'ectropion cervicale e la distrofia vulvo-cervico-vaginale senile.

## Effetti collaterali e indesiderati
In considerazione dell'origine naturale del composto polideribotide risulta in genere ben tollerata. Occasionalmente può comunque insorgere una sensazione di fastidio e bruciore nella zona di applicazione.

## Controindicazioni
Polideribotide è controindicato nei soggetti con ipersensibilità nota al principio attivo oppure ad uno qualsiasi degli eccipienti contenuti nella formulazione farmacologica.

## Dosi terapeutiche
Nel trattamento delle affezioni genitali femminili, polideribotide viene somministrato sotto forma di ovuli vaginali da 1,65 e da 5 mg (pari rispettivamente a 110 e 333 Unità Anticomplemento).